# Битва за Кобрин (1920)
Битва за Кобрин (польск. Bitwa pod Kobryniem) — одно из последних сражений советско-польской войны 1919—1920 годов.

## Военно-стратегическая ситуация
В августе 1920 года РККА потерпела поражение в Варшавском сражении и была с большими потерями отброшена на восток. В боевых действиях наступила оперативная пауза: обе стороны пополняли поредевшие войска, организовывали их снабжение и готовились к новым боям.

## Силы и планы сторон
В Полесье, отдельно от основных польских сил, действовало правое крыло польской 4-й армии (командующий — генерал Л.Скерский). Основой этой группы была 18-я пехотная дивизия. Она действовала во взаимодействии с оперативной группой генерала Краёвского, наступавшей с юга, из украинской части Полесья.
В Полесье против польских войск действовала заново сформированная 4-я советская армия (прежняя 4-я армия была разбита польскими войсками севернее Варшавы и ушла в Восточную Пруссию), командовал которой А.Д. Шуваев (командир прежней 4-й армии РККА, сумевший со своим штабом избежать польского окружения). Армия состояла из двух стрелковых дивизий (48-й и 57-й) и одной кавалерийской (17-й), а в её тылу заканчивали формирование ещё две дивизии (19-я и 55-я).
М.Н. Тухачевский поручил Шуваеву отбить у польских войск Брест. Со своей стороны Скерский решил упредить российские войска, не ждать их атаки на Брест, а самому наступать на восток. По приказу Скерского части 14-й пехотной дивизии 8 сентября овладели Жабинкой, а затем разбили одну из частей 12-й советской армии под Мокранами; одновременно 16-я пехотная дивизия с боями дошла до Малориты.

## Ход сражения
11 сентября генерал Скерский отдал приказ овладеть важным пунктом в Полесье — городом Кобрином. Взятие Кобрина было поручено 57-му полку 14-й дивизии (атакой с запада), 47-му и 48-му полкам 11-й дивизии (атакой с юга). В ночь с 11 на 12 сентября, прорвав оборону 57-й стрелковой дивизии, польские войска заняли Кобрин. Для обороны взятого города с юга была срочно подтянута 16-я пехотная дивизия, которая расположилась на берегу Мухавца.
Командование 4-й советской армии попыталось вернуть Кобрин силами трёх дивизий — 55-й, 57-й и 19-й. В ночь с 15 на 16 сентября советские сапёры построили мост на Мухавце, и по нему на северный берег реки переправилась большая часть 19-й стрелковой дивизии. На рассвете советские части при поддержке артиллерии перешли в наступление, однако польский 57-й пехотный полк выдержал атаку. Тяжёлые бои разгорелись на участке 16-й пехотной дивизии, которую атаковали полки 57-й стрелковой и 17-й кавалерийской дивизий. Польские части были отброшены на запад, но после прибытия 17 сентября подкреплений они вернули большую часть своих позиций. В битве за Кобрин поляки потеряли свыше 500 человек убитыми и ранеными.
Для отвлечения советских сил от Кобрина генерал Скерский приказал совершить атаку на город Пружаны. Эту задачу выполнила группа генерала Михаила Милевского, в состав которой вошли части трёх пехотных полков. В ночь с 18 на 19 сентября Пружаны были заняты, но бои в районе этого города продолжались до 22 сентября. Польским войскам удалось удержать Пружаны в своих руках. В боях за город было взято около 2 тысяч пленных, 28 пулемётов и много военного снаряжения.
В боях за Кобрин и Пружаны против частей польской 4-й армии советская 4-я армия понесла большие потери и истратила много боеприпасов. Не достигнув цели, она была вынуждена перейти к обороне по линии Пружаны-Городец.
Пока советские войска занимали оборонительные позиции возле Городца, польская 16-я пехотная дивизия (командир — Казимир Ладось) готовилась к наступлению в этой местности. Взятие Городца открывало польским войскам путь на Пинск.
Утром 21 сентября поляки атаковали Городец, однако первая атака была отбита. Вторая атака польской штурмовой группы, поддержанная огнём артиллерии, закончилась более успешно. Советские части были отброшены за Днепровско-Бугский канал. 22 сентября шла артиллерийская перестрелка. 23 сентября после пятиминутной артподготовки наступление начал польский 66-й пехотный полк, но вследствие упорной обороны частей 57-й стрелковой дивизии его атака захлебнулась. Тогда полковник Ладось направил к Городцу 63-й пехотный полк, который вечером захватил мост под Мехведовичами и переправился на восточный берег канала. В ночь с 23 на 24 сентября этот полк начал окружать Городец. 24 сентября к 16 часам 66-й полк смог захватить небольшой участок на восточном берегу канала. Однако занять город полякам удалось только к вечеру, и то благодаря тому, что советские части сами его покинули.

## Результаты
Захват Кобрина и продвижение польских войск в Полесье на восток создало угрозу выхода их с севера в тылы советской 12-й армии, которая вела бои на Волыни, и во фланг 4-й армии, прикрывавшей направление Брест — Минск. Оттеснив главные силы 4-й из района Кобрина, противник 24 сентября развивал энергичный нажим на участке 57-й стрелковой дивизии и вновь принудил ее отойти к востоку. Ввиду того что с отходом левого фланга 16-й армии за реку Ясельда, а правого фланга 12-й армии в район Столина оба фланга 4-й армии оказались неприкрытыми. Этим воспользовался кавалерийский отряд Булак-Балаховича, который 26 сентября прорвался через южный фас расположения 4-й армии и внезапным ударом захватил Пинск, взяв в плен часть штаба 4-й армии. Налетом Булак-Балаховича на Пинск 4-я армия оказались разрезанной на две части и дезорганизованная откатилась на восток, к Лунинцу.